# Roger Loyer
Roger Loyer,  francoski dirkač Formule 1, * 5. avgust 1907, Pariz, Francija, † 24. marec 1988, Boulogne, Francija.
V svoji karieri je nastopil le na prvi dirki za Veliko nagrado Argentine v sezoni 1954, kjer je z dirkalnikom Gordini Type 16 moštva Equipe Gordini odstopil v devetnajstem krogu zaradi premajhnega pritiska olja. Umrl je leta 1988.

## Popolni rezultati Formule 1
(legenda) (odebeljene dirke pomenijo najboljši štartni položaj, poševne pa najhitrejši krog, †-uvrščen kljub odstopu)
| Leto | Moštvo         | Šasija          | Motor              | 1       | 2   | 3   | 4   | 5  | 6   | 7   | 8   | 9   | Prv | Toč |
| ---- | -------------- | --------------- | ------------------ | ------- | --- | --- | --- | -- | --- | --- | --- | --- | --- | --- |
| 1954 | Equipe Gordini | Gordini Type 16 | Gordini Straight-6 | ARG Ret | 500 | BEL | FRA | VB | NEM | ŠVI | ITA | ŠPA | -   | 0   |